# Бабяково
Бабя́ково — село в Новоусманском районе Воронежской области.
Административный центр Бабяковского сельского поселения.

## География
Расположено в 8 километрах от Воронежа по трассе Воронеж — Тамбов.

## Климат
Климат умеренно континентальный. Количество осадков колеблется от 500 до 650 мм. Населённый пункт располагается в лесостепной зоне.

## История
В 1594 году воеводой Воронежской крепости стал Иван Федорович Кобяков. Через год он основал слободку, позднее названную «Бабяковской». Слободка была названа в честь основателя, но со временем название было немного искажено, вместо «Кобяковской» она стала называться «Бабяковской». Согласно дозорной книге 1615 года "слободка Бобяковская" насчитывала 10 атаманских и 29 бобыльских дворов. Владения атаманов были как и на левом, так и на правом берегу реки Усмань.
В 1631 году в слободке была построена деревянная Рождественско — Богородицкая церковь. В 1646 году согласно переписной книге при церкви числились: 

Двор попа Григория, двор попа Филипа, двор просвирницы Крестины, всего при церкви 7 человек.
Известно, что в том же году в слободке насчитывалось 25 атаманских дворов.
На месте построенной в 1631 году деревянной церкви в 1787 году была сооружена новая, на этот раз каменная церковь в честь Рождества Христова с приделом. Новый храм освятил епископ Тихон III (1745 — 1793). И хотя за приходом числилось 33 десятины пахотной земли, во владении причта находилось всего лишь 24 десятины.
В 1900 году в селе проживало 3396 человек и насчитывалось 548 дворов. Так же в Бабякове было общественное здание, церковно-приходская школа, ещё в селе была промышленность, среди которой было 3 кузницы, 5 паточных, 35 крахмальных и 7 кирпичных заводов и 11 крахмальных сушек.

## Современность
Ныне село Бабяково активно застраивается новыми домами. Но и сейчас в селе сохранилось здание Земской школы (1912).
Сейчас в Бабяково так же есть конно-спортивный клуб с ипподромом, на котором в июле 2009 прошёл 10 чемпионат России русских троек.
В Бабяково находится частный индустриальный парк "Перспектива".